# Gauchito (maskota)
Gauchito je bila uradna maskota Svetovnega prvenstva v nogometu 1978. Predstavlja dečka, oblečenega v belo in modro opravo - barve argentinske zastave. Ob njem je nogometna žoga, ki je ravno tako bele in modre barve. Na glavi ima klobuk z napisom "ARGENTINA '78". Klobuk z vrvico za pritrditev na glavo in ovratna ruta, ki ju nosi deček, sta tipična za argentinske gavče. 
Ime maskote prihaja iz španske (in argentinske) besede za gavča - "gaucho". Ob upoštevanju pomanjševalne končnice "-ito" na koncu besede, bi se dobesedni prevod glasil: "mali gavč". 
Argentinski organizatorji so z izbiro dečka za maskoto nadaljevali tradicijo s prejšnjih dveh prvenstev. Tako so ustvarili dečka s Pamp, oblečenega v narodne barve (in tudi barve argentinske reprezentance) in z nekaj karakteristikami gavčev. 
Zanimivost maskote je predmet, ki ga deček drži v desni roki. Po pričevanjih nekaterih ljudi naj bi ta predmet bil bič, ki bi argentinskim nogometašem služil, če bi se situacija na igrišču izrodila in se je ne bi dalo rešiti na civiliziran način.  Tako maskota predstavlja tudi temperamentnost in vzkipljivost Argentincev. 
Na slikah maskote s svetlejšo modro barvo se pojavlja tudi grb nemškega podjetja športne opreme in čevljev Puma AG.   